# Zaccheus Daniel
Zaccheus Daniel (1874–1964) est un astronome américain.

## Biographie
Encore étudiant, en 1903, Daniel commence à collaborer avec Henry Norris Russell auprès de l'observatoire Hasteld de l'Université de Princeton, en réalisant des observations d'étoiles variables.
Le 9 juin 1907, Daniel découvre C/1907 L2 (Daniel) (1907 IV, 1907 d) à l'aide d'une lunette de 15 cm de diamètre. Cette comète s'est révélée être un objet particulièrement lumineux, visible à l'œil nu durant deux mois l'été 1907, et elle fit la couverture scientifique de la revue Scientific American, administrée par Russell. Russell fut très fier du résultat atteint par son collaborateur et de la notoriété ainsi apportée à l'Université de Princeton.
Le 15 juin 1909, il découvre C/1909 L1 (Borrelly-Daniel).
Il découvrit enfin une troisième comète, cette fois-ci périodique, le 7 décembre 1909, dénommée 33P/Daniel (1909 IV, 1909 et). L'objet, de luminosité plutôt faible, s'était approché de la Terre aux environs de cette date, permettant ainsi sa découverte.
À partir de 1910 il travailla auprès de l'Observatoire Allegheny à l'Université de Pittsburgh.
Durant toute sa carrière dans le domaine de l'astronomie, il s'occupa en particulier d'étoiles variables, d'orbites de systèmes binaires spectroscopiques et de mesures de parallaxe stellaire.

## Reconnaissance
Il reçut plusieurs fois la « Médaille Donohoe » de la Société astronomique du Pacifique, en 1907 la 62°, en 1909 la 67° et en 1910 le 68°.